# Анте Вуков
Анте Вуков (Суботица, 1. јул 1955 — Суботица, 7. август 2012.) био је хрватски сликар, концептуални уметник и књижевник из Суботице. 

## Биографија
Анте Вуков је у Суботици завршио основну школу и гимназију. Средином седамдесетих година студира индологију у Љубљани, што ће касније бити од пресудне важности и за његово књижевно стваралаштво - поједине идејне саставнице источних слика света постаће до његовог уметничког погледа на свет.
Анте Вуков се опробао у мултимедијаним уметностима - перформансу, концептуалној уметности, интервенцијама у простору... Још као тинејџер био је најмлађи члан авангардне суботичке уметничке групе „Бош+Бош" (Bosch+Bosch). Осамдесетих година двадесетог века био је члан неформалне позоришне групе из Загреба „Кугла глумиште“.
Најважнија ликовна дела Анте Вукова, настала махом седамдесетих и осамдесетих година двадесетог века, налазе се у неколико музеја авангардне уметности на простору бивше Југославије, те у бројним приватним збиркама.
У књижевном животу Анте Вуков се јавља крајем 1970-их година, објављујући у периодици („Руковет“, „Симпосион“...). За живота је објавио три збирке песама: „Злато источног сутона" (Суботица, 1986.), „Ружа ветрова" (Суботица, 1990.), „Врати време: целовита песмарица" (Суботица, 2005.), као и један двојезичан роман „Кућа порцеланске лутке - A porczellánbaba háza“ (Суботица, 2003.). Последње две књиге објавилo је Хрватско академско друштво, чији је био члан. У рукопису му је остала збирка песама „Боца без поруке", коју је завршио непосредно пре смрти.